# Filip Kubski

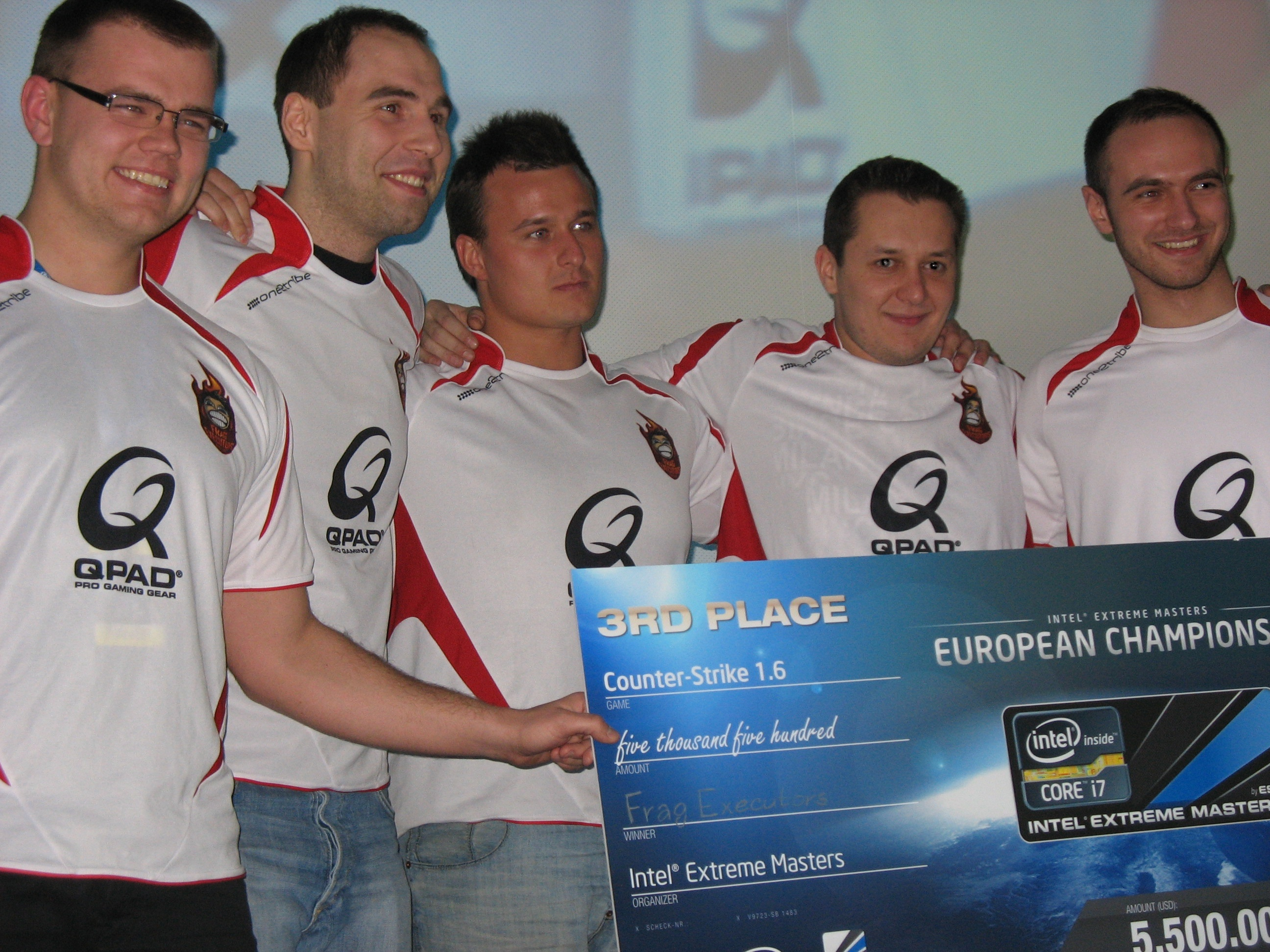
Filip „neo“ Kubski (links) zu sehen mit Wiktor „TaZ“ Wojtas, Jarosław „pasha“ Jarząbkowski, Mariusz „Loord“ Cybulski und Jakub „kuben“ Gurczyński bei den Intel Extreme Masters

Filip „NEO“ Kubski (* 15. Juni 1987 in Posen) ist ein polnischer E-Sportler, welcher von 2014 bis 2018 für die russische Organisation Virtus.pro spielte und dort viele Erfolge im Spiel CS:GO erzielte. Er ist der erfolgreichste Counter-Strike-Spieler seines Landes. Aktuell spielt er mit einem alten Teamkameraden Wiktor „TaZ“ Wojtas für die polnische Organisation Honoris.

## Professionelle Karriere
Filip „neo“ Kubski trat erstmals 2004 mit dem Team Pentagram in Erscheinung. Mit diesem gewann er bei den World Cyber Games 2006 oder beim Electronic Sports World Cup 2007. Anfang 2008 wurde neo zusammen mit Jakub „kuben“ Gurczynski, Lukasz „LUq“ Wnek, Wiktor „Taz“ Wojtas und Mariusz „Loord“ Cybulski bei MeetYourMakers aufgenommen. Obwohl MYM das Team im Frühjahr 2009 aufgab, traten die fünf auch in Zeiten ohne sichere Sponsoren unter WICKED und Vitriolic gemeinsam auf. Das Quintett gewann beim Electronic Sports World Cup 2008 und bei den World Cyber Games 2009. Schließlich trat Kubski mit seinen Teamkollegen im Herbst 2009 zum ersten Mal unter dem Namen AGAiN auf. Diesem Clan war Kubski bereits 2006 beigetreten. Er spielte von 2009 bis 2014 immer dann für AGAiN, wenn er und seine jeweiligen Teamkollegen nicht vertraglich bei einer Organisation gebunden waren. Anfang 2010 unterzeichnete Kubski bei den Frag eXecutors. Unter dieser Organisation siegte er beispielsweise bei den Intel Extreme Masters. Nachdem die Frag eXecutors ihr Team aufgaben, wechselte „neo“ zu ESC Gaming. Neben Filip „neo“ Kubski, Wiktor „Taz“ Wojtas und Jarosław „pasha“ Jarząbkowski, welche schon seit Ende 2009 im selben Team spielten, wurden 2013 unter ESC Gaming Paweł „byali“ Bieliński und Janusz „snax“ Pogorzelski ins Team aufgenommen. Nach anhaltenden unbefriedigenden Resultaten verließen Kubski und die Teamkameraden ESC Gaming. Nach den Stationen Universal Soldiers und AGAiN unterschrieb das Quintett Anfang 2014 bei Virtus.pro. Unter VP gewann „neo“ mit den anderen Vieren die EMS One Katowice 2014, die 18. Season der ESEA League und das ESL ESEA Pro League Dubai Invitational 2015.
Im Juli 2016 war Kubski Teil des Siegerteams der ersten Saison der Eleague.

## Erfolge
Die folgende Tabelle listet die größten Turniererfolge von Filip „neo“ Kubski auf. Da Counter-Strike in Wettkämpfen stets in Fünfer-Teams gespielt wird, beträgt das persönliche Preisgeld ein Fünftel des gewonnenen Gesamtpreisgeldes des Teams.:
| Jahr                             | Platz              | Turnier                                     | Team               | Persönliches Preisgeld |
| Counter-Strike 1.6               | Counter-Strike 1.6 | Counter-Strike 1.6                          | Counter-Strike 1.6 | Counter-Strike 1.6     |
| -------------------------------- | ------------------ | ------------------------------------------- | ------------------ | ---------------------- |
| 2004                             | 1.                 | Invex Euro Cyber Cup                        | Pentagram          | 02.000 $               |
| 2005                             | 1.                 | WCG Samsung European Championship 2005      | Pentagram          | 03.000 €               |
| 2006                             | 1.                 | WSVG London 2006                            | Pentagram          | 02.500 $               |
| 2006                             | 1.                 | WCG 2006                                    | Pentagram          | 012.000 $              |
| 2006                             | 3.                 | CPL Winter 2006                             | Pentagram          | 02.800 $               |
| 2007                             | 2.                 | shgOpen 2007                                | Pentagram          | 015.000 DKK            |
| 2007                             | 1.                 | Extreme Masters Season I Finals             | Pentagram          | 08.000 €               |
| 2007                             | 1.                 | ESWC 2007                                   | Pentagram          | 08.000 $               |
| 2007                             | 1.                 | 2007 European Nations Champions Finals      | Polen              | 03.000 €               |
| 2008                             | 2.                 | WCG 2008                                    | MeetYourMakers     | 01.500 €               |
| 2008                             | 1.                 | The Gathering 2008                          | MeetYourMakers     | 010.000 NOK            |
| 2008                             | 1.                 | WEG e-Stars 2008                            | MeetYourMakers     | 02.400 $               |
| 2008                             | 1.                 | ESWC 2008                                   | MeetYourMakers     | 08.000 $               |
| 2008                             | 2.                 | IEM IV – Dubai                              | MeetYourMakers     | 02.000 $               |
| 2009                             | 2.                 | Extreme Masters Season III – Global Finals  | MeetYourMakers     | 05.000 $               |
| 2009                             | 1.                 | DTS-CUP 2009                                | WICKED             | 02.000 $               |
| 2009                             | 1.                 | WCG 2009                                    | AGAiN              | 07.000 $               |
| 2010                             | 1.                 | WEG e-Stars 2010: King of the Game          | Frag eXecutors     | 3.000.000 ₩            |
| 2011                             | 2.                 | IEM V – World Championship                  | Frag eXecutors     | 03.400 $               |
| 2011                             | 1.                 | Copenhagen Games 2011                       | Frag eXecutors     | 015.000 DKK            |
| 2011                             | 1.                 | WEG e-Stars 2011                            | Frag eXecutors     | 3.000.000 ₩            |
| 2011                             | 1.                 | WCG Samsung European Championship 2011      | Frag eXecutors     | 03.000 $               |
| 2011                             | 1.                 | WCG 2011                                    | ESC Gaming         | 05.000 $               |
| 2012                             | 1.                 | IEM VI – World Championship                 | ESC Gaming         | 010.000 $              |
| Counter Strike: Global Offensive |                    |                                             |                    |                        |
| 2014                             | 1.                 | EMS One Katowice 2014                       | Virtus.pro         | 020.000 $              |
| 2014                             | 1.                 | FACEIT Spring League 2014                   | Virtus.pro         | 02.000 $               |
| 2014                             | 1.                 | Gfinity G3                                  | Virtus.pro         | 04.000 $               |
| 2014                             | 5. – 8.            | ESL One Cologne 2014                        | Virtus.pro         | 02.000 $               |
| 2014                             | 3.                 | ESWC 2014                                   | Virtus.pro         | 02.000 $               |
| 2014                             | 3. – 4.            | DreamHack Winter 2014                       | Virtus.pro         | 04.400 $               |
| 2015                             | 3. – 4.            | ESL One Katowice 2015                       | Virtus.pro         | 04.400 $               |
| 2015                             | 1.                 | Copenhagen Games 2015                       | Virtus.pro         | 02.800 €               |
| 2015                             | 1.                 | ESEA Season 18 LAN                          | Virtus.pro         | 014.000 $              |
| 2015                             | 1.                 | Gfinity Spring Masters II 2015              | Virtus.pro         | 03.000 $               |
| 2015                             | 2.                 | ESL ESEA Pro League Season 1 EU Division    | Virtus.pro         | 03.300 $               |
| 2015                             | 3. – 4.            | ESL ESEA Pro League Season 1 Finals         | Virtus.pro         | 05.000 $               |
| 2015                             | 1.                 | CEVO Pro Season 7 Finals                    | Virtus.pro         | 06.000 $               |
| 2015                             | 3. – 4.            | ESL One Cologne 2015                        | Virtus.pro         | 04.400 $               |
| 2015                             | 1.                 | ESL ESEA Pro League Dubai Invitational 2015 | Virtus.pro         | 020.000 $              |
| 2015                             | 3. – 4.            | Gfinity Champion of Champions 2015          | Virtus.pro         | 02.000 $               |
| 2015                             | 2.                 | PGL CS:GO Season 1 – Finals                 | Virtus.pro         | 04.000 $               |
| 2015                             | 1.                 | Crown’s Counter-Strike Invitational         | Virtus.pro         | 07.000 A$              |
| 2015                             | 1.                 | Azubu.tv Showmatch #1                       | Virtus.pro         | 02.000 $               |
| 2015                             | 5. – 8.            | DreamHack Cluj-Napoca 2015                  | Virtus.pro         | 02.000 $               |
| 2015                             | 1.                 | CEVO CS:GO Season 8 LAN Finals              | Virtus.pro         | 08.000 $               |
| 2016                             | 5. – 8.            | IEM X – World Championship                  | Virtus.pro         | 02.600 $               |
| 2016                             | 3. – 4.            | Counter Pit League Season 2                 | Virtus.pro         | 02.080 $               |
| 2016                             | 5. – 8.            | MLG Major Championship: Columbus 2016       | Virtus.pro         | 07.000 $               |
| 2016                             | 5. – 8.            | DreamHack Masters Malmö 2016                | Virtus.pro         | 02.000 $               |
| 2016                             | 3. – 4.            | CEVO Gfinity Pro-League Season 9 Finals     | Virtus.pro         | 02.500 $               |
| 2016                             | 1.                 | Star Ladder i-League Invitational           | Virtus.pro         | 010.000 $              |
| 2016                             | 1.                 | Adrenaline Open Cyber Cup – Showmatch       | Virtus.pro         | 06.000 $               |
| 2016                             | 3. – 4.            | ESL One Cologne 2016                        | Virtus.pro         | 014.000 $              |
| 2016                             | 1.                 | Eleague Season 1                            | Virtus.pro         | 080.000 $              |
| 2016                             | 1.                 | DreamHack Bucharest 2016                    | Virtus.pro         | 010.000 $              |
| 2016                             | 2.                 | ESL One New York 2016                       | Virtus.pro         | 010.000 $              |
| 2016                             | 2.                 | EPICENTER 2016 – Finals                     | Virtus.pro         | 020.000 $              |
| 2016                             | 5. – 8.            | Eleague Season 2                            | Virtus.pro         | 010.000 $              |
| 2017                             | 3.                 | WESG 2017                                   | Virtus.pro         | 040.000 $              |
| 2017                             | 2.                 | Eleague Major: Atlanta 2017                 | Virtus.pro         | 030.000 $              |
| 2017                             | 1.                 | DreamHack Masters Las Vegas 2017            | Virtus.pro         | 040.000 $              |
| 2017                             | 1.                 | Adrenaline Cyber League 2017                | Virtus.pro         | 013.000 $              |
| 2017                             | 3. – 4.            | PGL Major: Kraków 2017                      | Virtus.pro         | 014.000 $              |

## Auszeichnungen
- 2010: Platz 7 der HLTV.org Bestenliste[7]
- 2011: Platz 1 der HLTV.org Bestenliste[8]
- 2015: Platz 17 der HLTV.org Bestenliste[9]